# Вільгельм Улекс
Вільгельм Улекс (нім. Wilhelm Ulex; 15 липня 1880, Бремергафен — 26 червня 1959, Бремен) — німецький офіцер, генерал артилерії вермахту.

## Біографія
2 вересня 1899 року поступив на службу в артилерію. Учасник Першої світової війни. Після демобілізації армії залишений у рейхсвері. З 1 жовтня 1931 року — командир 2-го артилерійського полку (Шверін). З 1 жовтня 1933 року — командувач артилерією 6-го військового округу, з 1 серпня 1935 року — піхотою 2-го військового округу. З 15 жовтня 1935 року — командир 12-ї дивізії (Шверін). З 6 жовтня 1936 року — командувач 11-го армійського корпусу і 11-го військового округу. З 31 березня 1939 року у відставці. З 1 вересня 1939 року — командир 10-го армійського корпусу, з яким під час Польської кампанії брав участь у боях на Бзурі і під Варшавою. З 15 жовтня 1939 року — начальник прикордонної області «Південь» на території генерал-губернаторства. З 2 червня 1940 по 30 квітня 1941 року — командувач військами 1-го військового округу. З 31 грудня 1941 року у відставці. 16 травня 1945 року взятий в полон радянськими військами. 28 серпня 1949 року репатрійований у ФРН.

## Звання
- Фанен-юнкер (2 вересня 1899)
- Фенріх (22 липня 1900)
- Лейтенант (16 лютого 1901) — патент від 1 лютого 1900 року.
- Обер-лейтенант (18 жовтня 1909)
- Гауптман (18 грудня 1913)
- Майор (1 жовтня 1922)
- Оберст-лейтенант (1 квітня 1928)
- Оберст (1 липня 1931)
- Генерал-майор (1 жовтня 1933)
- Генерал-лейтенант (1 серпня 1935)
- Генерал артилерії (1 жовтня 1936)

## Нагороди
- Медаль «За кампанію в Південно-Західній Африці» (1907)
- Залізний хрест 2-го і 1-го класу
- Королівський орден дому Гогенцоллернів, лицарський хрест з мечами
- Хрест «За військові заслуги» (Мекленбург-Шверін) 2-го класу
- Ганзейський Хрест (Бремен)
- Хрест «За військові заслуги» (Австро-Угорщина) 3-го класу з військовою відзнакою
- Нагрудний знак «За поранення» в чорному
- Хрест «За вислугу років» (Пруссія)
- Почесний хрест ветерана війни з мечами
- Медаль «За вислугу років у Вермахті» 4-го, 3-го, 2-го і 1-го класу (25 років)
- Застібка до Залізного хреста 2-го і 1-го класу